# Santa Eulàlia d'Arboçols
Santa Eulàlia d'Arboçols (Sainte-Eulalie d'Arboussols en francès) és una església romànica de la comarca nord-catalana del Conflent, a la comuna d'Arboçols.
És al nord del poble, dalt d'un turonet en un lloc preeminent al centre del terç septentrional de la comuna; actualment el seu entorn és un despoblat.

## Història
Apareix documentada per primer cop el 1011 en una relació de propietats de l'abadia de Cuixà. L'església hauria estat en el nucli urbà del municipi d'Arboçols, fins que al segle xvii, sembla, aquest es desplaçà a un indret més defensable, a un quilòmetre i mig de distància. Santa Eulàlia hauria estat relegada per la nova església parroquial, Sant Salvador, en el nou centre urbà.

## Arquitectura
L'edifici (segle XI-XII) és un bell exemple d'arquitectura romànica, amb una nau llarga i estreta i un absis semicircular decorat amb arcuacions cegues. La coberta de la nau és una volta de canó llis, que substituí una antiga coberta de fusta. Sobre la teulada hi ha les restes d'un petit campanar d'espadanya, escapçat. A prop de la porta, a la façana de migdia, s'obre una finestra romànica de doble esqueixada, amb muntants monolítics i arquivolta de granit. Tant la porta com la finestra són clarament ja del segle xii.
La porta és de dos arcs en degradació, amb timpà i llinda fets de maçoneria, i unes grosses pedres a la base dels muntants.